# 스웨덴의 정당
이 문서는 스웨덴의 정당에 대하여 서술한 문서이다.

## 정당별 의석 수
| 정당명 | 정당명                |    | 사상                                | 스웨덴 국회 의석수 | 유럽 의회 의석수 |
| ------ | --------------------- | -- | ----------------------------------- | ------------------ | ---------------- |
|        | 사회민주노동당        | S  | 사회민주주의, 민주사회주의          | 113                | 5                |
|        | 온건당                | M  | 자유주의, 보수주의                  | 84                 | 3                |
|        | 스웨덴 민주당         | SD | 민족주의, 민족적 보수주의           | 49                 | 2                |
|        | 녹색당                | MP | 녹색 정치                           | 25                 | 4                |
|        | 중앙당                | C  | 중도주의, 사회적 자유주의, 농본주의 | 22                 | 1                |
|        | 좌익당                | V  | 사회주의, 여성주의                  | 21                 | 1                |
|        | 자유당                | FP | 사회적 자유주의                     | 19                 | 2                |
|        | 기독교민주당          | KD | 기독교민주주의, 사회적 보수주의     | 16                 | 1                |
|        | 페미니스트 이니셔티브 | FI | 페미니즘                            | 0                  | 1                |

## 스웨덴의 정당
- 사회민주노동당 : 지도자 스테판 뢰벤

현 중도 좌파 집권 연합에서 가장 다수의 의석을 갖고 있는 당. 스웨덴에서 가장 오래되고, 가장 크며, 역사적으로 성공한 정당으로 스웨덴의 사회 복지 시스템을 일구어낸 정당이다. 2006년 집권에 실패하였으며, 그 이후로 스웨덴에서 불평등이 증대되고 있다고 주장하며 평등, 복지, 일자리의 정당을 내세우고 있다. 스웨덴을 기회의 나라로 묘사하며, 사회복지 시스템을 개선하는 동시에 일자리를 창출하겠다고 호소하고 있다. 집권하면 녹색당, 좌파당과 함께 연정을 구성할 것이다. 많은 스웨덴 사람들이 자연스럽게 사회 민주당을 지지하지만, 지도자인 모나 살린의 비인기로 이번 선거에서 집권이 어려워 보인다.
- 녹색당 : 지도자 구스타브 프리돌린, 대변인 오사 롬손

가장 젋은 의회 정당. 석유 의존 종식, 도시 외곽 쇼핑 센터 축소, 유기농업 증대, 철도 운송 투자 증대를 주장한다. 정치권력의 분산과 양성 평등을 지지하며 직업 정치인의 손에 권력이 집중되는 것에 반대한다. 이에 따라 선출되는 당 대표의 연임은 세번까지로 제한하며, 공식적인 지도부 대신 두명의 대변인을 둔다. 환경에 대한 스웨덴 국민의 관심과 대변인 마리아 웨터스트란드의 인기를 바탕으로 이번 선거에서 세 번째 다수 당이 될 것으로 예상된다.
- 좌익당 : 지도자 요나스 훼스테드

한 때 스웨덴 공산당으로 불렸던 좌파당은 사회주의자와 페미니스트의 정당이다. 계급없는 사회를 위해 싸우며, 슬로건은 복지, 평등, 평화, 연대, 민주주의이다. 스웨덴 모델이 우익의 공격하에 있다고 믿고 있으며, 공공 영역을 방어하고 발전시킬 임무를 갖고 있다고 보고 있다. 최근에는 복지당이란 새로운 브랜드를 내세우고 있다.
- 온건당 : 지도자 안나 킴베이 보우타

보수주의와 자유주의를 표방하며 스웨덴의 강력한 사회 보장 시스템을 지지하는 동시에 감세와 국가 소유 기업의 사유화를 추진하고 있다. 사회 보장 혜택을 축소하고 일자리를 창출하는 것이 중요 정책이 되어왔다. 블루 컬러 계층의 지지를 획득하기 위해 '오늘의 노동자 당'이라는 새로운 브랜드를 내세우고 있다.
- 자유당 : 지도자 얀 뵈르크룬드

친 유로, 친 원자력 정책을 갖고 있다. 사회적 자유주의를 바탕으로 개인을 존중하며 시장 기반 사회 복지 프로그램을 지지한다. 중산층의 지지를 바탕으로 전통적으로 교육 문제를 강조해 오고 있다. 창업 규제의 제거와 의료 서비스의 자유 선택을 추진하고 있다. 분리와 차별에 반대하는 통합된 스웨덴을 위해 일한다고 주장하고 있으나, 스웨덴 시민권을 획득하려는 이민자들에게 스웨덴어 시험을 도입하자고 주장하는 등 실제 정책에서는 차별을 보이고 있다는 견해도 있다.
- 중앙당 : 지도자 애니 뢰프

스웨덴 농촌 지역에 뿌리를 두고 있으나, 현재는 자신의 정책을 녹색 자유주의로 묘사하며, 도시 지역 유권자의 지지를 이끌어내려 하고 있다. 기업가 정신, 일자리, 환경과 기후 문제를 정당의 핵심 이슈로 삼고 있다. 친 이민 정책과 개방성, 다양성을 내세운다. 정당 이름에서 볼 수 있듯이, 스웨덴 정치 스펙트럼의 중간에 위치하며 좌우 정당들과 협조해 왔다. 현 집권 연합의 일부로서 사회민주당의 반대자로서 비사회주의를 명확히 내세우고 있다.
- 기독교민주당 : 지도자 에바 부슈 토르

집권 연합 중 가장 소수 정당으로 가족 문제를 정책의 중심에 두고 있다. '더 인간적인 스웨덴'이란 구호 아래, 노년 층 보호 개선, 자녀 양육에 관한 부모의 권리 문제, 기업에 대한 규제 감소, 감세 등을 중심 이슈로 하고 있다. 4% 내외의 유권자 지지를 받고 있어, 이번 총선에서 의석을 확보하지 못할 가능성이 많다.
- 스웨덴 민주당 : 지도자 임미 오케손

스웨덴의 전통을 보존하는 국가주의 정당으로 자신을 묘사한다. 책임있는 이민정책을 요구하며 체재 허용되는 난민 수의 대폭적인 감소와 스웨덴에 기거주하는 이민자의 친척들의 입국 규제를 주장한다. 안전과 전통이라는 깃발아래, 범죄자에 대한 더 엄중한 선고, 소아 성범죄자에 대한 공개 등록, 연금 생활자의 경제 여건 개선을 요구한다. 외국 문화에 의해 위협 받는 스웨덴 문화에 대한 재정적 지원의 확대도 요구하고 있다. 여론 조사에 따르면 4% 이상의 득표로 의회 진입이 가능할 것으로 보인다. 많은 유권자 들이 극우 정당으로 보고 있으며, 거의 대부분의 스웨덴 국민에게는 무시받고 있는 정당이다.

## 스웨덴의 정치 제도
스웨덴에는 9월 19일 총선이 있다. 국회의원을 선출하고 의원내각제이므로 다수 의석을 점한 정당의 대표가 총리가 된다.

## 같이 보기
- 연합 (스웨덴)
- 유럽 의회
- 유럽 연합
- 적록동맹 (스웨덴)
- 나라별 주요 정당 목록
- 스웨덴의 지방 자치체
- 스웨덴의 정치